# Сердца и доллары
«Сердца и доллары» — советский немой сатирический фильм 1924 года режиссёра Николая Петрова, его дебютная работа в области кино. Производство студии «Кино-Север».
Премьера фильма состоялась 15 ноября 1924 года в Ленинграде, в Москве — 3 марта 1925 года. Фильм сохранился без первых двух частей.

## Сюжет
Времена НЭПа. Две семьи однофамильцев Ивановых живут в Ленинграде. К ним приезжают американские родственники, которые оказываются перепутанными. Неудачный план чертёжника Иванова пограбить американца, заменяется сотрудничеством, в результате чего американец находит работу на Волховстрое и решает остаться в СССР.

## Роли исполняют
- Дмитрий Черкасов — Иванов, чертёжник
- Екатерина Корчагина-Александровская — мать Иванова
- Сергей Шишко — сын Иванова
- Иван Лерский — нэпман
- Николай Петров — Гарри Ивэн, американец
- Мария Бабанова — Джен, американка

## Съёмки
Съёмки фильма велись в Ленинграде. Часть сцен была снята на фоне протеста против войны. Финальная сцена была снята в Волховстрое.

### Постановочная группа
- Авторы сценария: Давид Гликман, Владимир Королевич
- Режиссёр: Николай Петров
- Операторы: Николай Козловский, Евгений Михайлов
- Художник: Владимир Егоров

## Сценарий
Сценарий к фильму написали Давид Гликман и Владимир Королевич. В интервью с «Кино-газетой» за 19 августа 1924 года режиссёр Николай Петров сказал, что приходилось несколько раз переписывать сценарий, чтобы фильм не носил характер пьесы.

## Отзывы
Русскоязычный немецкий журнал о кино «Экран» написал: «молодому режиссёру Николаю Петрову не удалось справиться с этой задачей, но как актёр — на высоте».
Мих. Бе. в газете «Кино» написал, что минусы картины (ненужная и пустая тема о перепутанных родственниках из Америки, «конструктивное» оформление «миллиардерских» американских сцен, с оттенком добродушной насмешки над капитализмом) делают фильм «обычной рядовой лентой».